# Wereldkampioenschap superbike van Phillip Island 2000
Het wereldkampioenschap superbike van Phillip Island 2000 was de tweede ronde van het wereldkampioenschap superbike en de eerste ronde van het wereldkampioenschap Supersport 2000. De races werden verreden op 23 april 2000 op het Phillip Island Grand Prix Circuit op Phillip Island, Australië.
In de tweede superbike-race raakte regerend wereldkampioen Carl Fogarty op meerdere plekken geblesseerd na een ongeluk met Robert Ulm. De blessure aan zijn schouder zou nooit volledig herstellen en Fogarty zou nooit meer racen.

## Superbike

### Race 1
| Pos | Nr  | Rijder               | Constructeur | Rondes | Tijd                | Grid | Punten |
| --- | --- | -------------------- | ------------ | ------ | ------------------- | ---- | ------ |
| 1   | 501 | Anthony Gobert       | Bimota       | 22     | 40:48.406           | 11   | 25     |
| 2   | 1   | Carl Fogarty         | Ducati       | 22     | +29.542             | 6    | 20     |
| 3   | 10  | Vittoriano Guareschi | Yamaha       | 22     | +41.205             | 15   | 16     |
| 4   | 11  | Lucio Pedercini      | Ducati       | 22     | +52.174             | 19   | 13     |
| 5   | 2   | Colin Edwards        | Honda        | 22     | +56.985             | 3    | 11     |
| 6   | 33  | Robert Ulm           | Ducati       | 22     | +57.168             | 14   | 10     |
| 7   | 6   | Gregorio Lavilla     | Kawasaki     | 22     | +57.627             | 9    | 9      |
| 8   | 35  | Giovanni Bussei      | Kawasaki     | 22     | +1:06.223           | 17   | 8      |
| 9   | 4   | Akira Yanagawa       | Kawasaki     | 22     | +1:17.071           | 8    | 7      |
| 10  | 41  | Noriyuki Haga        | Yamaha       | 22     | +1:32.748           | 5    | 6      |
| 11  | 50  | Alistair Maxwell     | Kawasaki     | 22     | +1:35.951           | 24   | 5      |
| 12  | 46  | Mauro Sanchini       | Ducati       | 21     | +1 ronde            | 18   | 4      |
| 13  | 9   | Katsuaki Fujiwara    | Suzuki       | 21     | +1 ronde            | 10   | 3      |
| 14  | 38  | Lance Isaacs         | Ducati       | 21     | +1 ronde            | 23   | 2      |
| 15  | 155 | Ben Bostrom          | Ducati       | 21     | +1 ronde            | 13   | 1      |
| 16  | 20  | Marco Borciani       | Ducati       | 21     | +1 ronde            | 20   |        |
| 17  | 23  | Jiří Mrkývka         | Ducati       | 21     | +1 ronde            | 25   |        |
| 18  | 69  | Jonnie Ekerold       | Honda        | 21     | +1 ronde            | 22   |        |
| 19  | 56  | Scott Webster        | Honda        | 20     | +2 ronden           | 30   |        |
| 20  | 53  | Sean McKay           | Kawasaki     | 20     | +2 ronden           | 28   |        |
| DNF | 12  | Haruchika Aoki       | Ducati       | 13     | Ongeluk             | 7    |        |
| DNF | 51  | David Simpson        | Suzuki       | 13     | Ongeluk             | 26   |        |
| DNF | 5   | Simon Crafar         | Honda        | 13     | Uitgevallen         | 12   |        |
| DNF | 15  | Igor Antonelli       | Kawasaki     | 12     | Uitgevallen         | 21   |        |
| DNF | 54  | Greg Smith           | Kawasaki     | 11     | Uitgevallen         | 29   |        |
| DNF | 44  | Claude-Alain Jäggi   | Honda        | 11     | Uitgevallen         | 31   |        |
| DNF | 19  | Juan Borja           | Ducati       | 6      | Ongeluk             | 4    |        |
| DNF | 7   | Pierfrancesco Chili  | Suzuki       | 6      | Uitgevallen         | 2    |        |
| DNF | 13  | Andreas Meklau       | Ducati       | 3      | Uitgevallen         | 16   |        |
| DNF | 3   | Troy Corser          | Aprilia      | 0      | Ongeluk             | 1    |        |
| DNS | 55  | Mark Ferrari         | Ducati       | 0      | Niet gestart        |      |        |
| DNQ | 24  | Vladimír Karban      | Suzuki       | 0      | Niet gekwalificeerd |      |        |

### Race 2
| Pos | Nr  | Rijder               | Constructeur | Rondes | Tijd                | Grid | Punten |
| --- | --- | -------------------- | ------------ | ------ | ------------------- | ---- | ------ |
| 1   | 3   | Troy Corser          | Aprilia      | 15     | 25:45.786           | 1    | 25     |
| 2   | 41  | Noriyuki Haga        | Yamaha       | 15     | +1.994              | 5    | 20     |
| 3   | 7   | Pierfrancesco Chili  | Suzuki       | 15     | +4.330              | 2    | 16     |
| 4   | 6   | Gregorio Lavilla     | Kawasaki     | 15     | +23.592             | 9    | 13     |
| 5   | 2   | Colin Edwards        | Honda        | 15     | +23.604             | 3    | 11     |
| 6   | 4   | Akira Yanagawa       | Kawasaki     | 15     | +25.243             | 8    | 10     |
| 7   | 9   | Katsuaki Fujiwara    | Suzuki       | 15     | +25.322             | 10   | 9      |
| 8   | 5   | Simon Crafar         | Honda        | 15     | +40.832             | 12   | 8      |
| 9   | 501 | Anthony Gobert       | Bimota       | 15     | +41.349             | 11   | 7      |
| 10  | 12  | Haruchika Aoki       | Ducati       | 15     | +43.323             | 7    | 6      |
| 11  | 33  | Robert Ulm           | Ducati       | 15     | +59.059             | 14   | 5      |
| 12  | 46  | Mauro Sanchini       | Ducati       | 15     | +1:00.692           | 18   | 4      |
| 13  | 11  | Lucio Pedercini      | Ducati       | 15     | +1:24.219           | 19   | 3      |
| 14  | 155 | Ben Bostrom          | Ducati       | 15     | +1:25.570           | 13   | 2      |
| 15  | 15  | Igor Antonelli       | Kawasaki     | 15     | +1:31.897           | 21   | 1      |
| 16  | 20  | Marco Borciani       | Ducati       | 14     | +1 ronde            | 20   |        |
| 17  | 13  | Andreas Meklau       | Ducati       | 14     | +1 ronde            | 16   |        |
| 18  | 23  | Jiří Mrkývka         | Ducati       | 14     | +1 ronde            | 25   |        |
| 19  | 53  | Sean McKay           | Kawasaki     | 13     | +2 ronden           | 28   |        |
| 20  | 69  | Jonnie Ekerold       | Honda        | 12     | +3 ronden           | 22   |        |
| DNF | 50  | Alistair Maxwell     | Kawasaki     | 12     | Uitgevallen         | 24   |        |
| DNF | 35  | Giovanni Bussei      | Kawasaki     | 9      | Uitgevallen         | 17   |        |
| DNF | 51  | David Simpson        | Suzuki       | 9      | Uitgevallen         | 26   |        |
| DNF | 19  | Juan Borja           | Ducati       | 5      | Uitgevallen         | 4    |        |
| DNF | 44  | Claude-Alain Jäggi   | Honda        | 5      | Uitgevallen         | 31   |        |
| DNF | 56  | Scott Webster        | Honda        | 5      | Uitgevallen         | 30   |        |
| DNF | 1   | Carl Fogarty         | Ducati       | 4      | Ongeluk             | 6    |        |
| DNF | 38  | Lance Isaacs         | Ducati       | 2      | Ongeluk             | 23   |        |
| DNF | 10  | Vittoriano Guareschi | Yamaha       | 1      | Ongeluk             | 15   |        |
| DNS | 54  | Greg Smith           | Kawasaki     | 0      | Niet gestart        | 29   |        |
| DNS | 55  | Mark Ferrari         | Ducati       | 0      | Niet gestart        |      |        |
| DNQ | 24  | Vladimír Karban      | Suzuki       | 0      | Niet gekwalificeerd |      |        |

## Supersport
| Pos | Nr | Rijder                | Constructeur | Rondes | Tijd         | Grid | Punten |
| --- | -- | --------------------- | ------------ | ------ | ------------ | ---- | ------ |
| 1   | 69 | James Whitham         | Yamaha       | 21     | 37:39.549    | 21   | 25     |
| 2   | 15 | Paolo Casoli          | Ducati       | 21     | +8.383       | 3    | 20     |
| 3   | 1  | Stéphane Chambon      | Suzuki       | 21     | +10.177      | 10   | 16     |
| 4   | 51 | Adam Fergusson        | Honda        | 21     | +12.108      | 13   | 13     |
| 5   | 17 | Pere Riba             | Honda        | 21     | +14.136      | 6    | 11     |
| 6   | 14 | Christophe Cogan      | Yamaha       | 21     | +27.141      | 15   | 10     |
| 7   | 9  | Wilco Zeelenberg      | Yamaha       | 21     | +28.401      | 22   | 9      |
| 8   | 21 | Massimo Meregalli     | Yamaha       | 21     | +28.504      | 23   | 8      |
| 9   | 7  | Fabrizio Pirovano     | Suzuki       | 21     | +31.612      | 4    | 7      |
| 10  | 8  | Cristiano Migliorati  | Suzuki       | 21     | +36.596      | 24   | 6      |
| 11  | 4  | Jörg Teuchert         | Yamaha       | 21     | +44.387      | 19   | 5      |
| 12  | 55 | Norino Brignola       | Yamaha       | 21     | +44.473      | 34   | 4      |
| 13  | 29 | Christer Lindholm     | Yamaha       | 21     | +48.703      | 5    | 3      |
| 14  | 50 | Chad Turnbull         | Kawasaki     | 21     | +51.932      | 31   | 2      |
| 15  | 2  | Iain MacPherson       | Kawasaki     | 21     | +53.095      | 8    | 1      |
| 16  | 23 | Davide Bulega         | Yamaha       | 21     | +58.872      | 30   |        |
| 17  | 33 | Greg Dreyer           | Honda        | 21     | +1:19.468    | 33   |        |
| 18  | 34 | Yves Briguet          | Ducati       | 21     | +1:25.375    | 27   |        |
| 19  | 28 | Michele Malatesta     | Ducati       | 21     | +1:27.803    | 18   |        |
| 20  | 19 | Walter Tortoroglio    | Ducati       | 21     | +1:32.456    | 26   |        |
| 21  | 22 | Werner Daemen         | Yamaha       | 21     | +1:37.983    | 16   |        |
| 22  | 26 | Kyro Verstraeten      | Yamaha       | 21     | +1:42.139    | 35   |        |
| 23  | 5  | Rubén Xaus            | Ducati       | 20     | +1 ronde     | 1    |        |
| 24  | 77 | Andrea Giachino       | Suzuki       | 20     | +1 ronde     | 36   |        |
| DNF | 6  | Christian Kellner     | Yamaha       | 16     | Uitgevallen  | 12   |        |
| DNF | 20 | Karl Harris           | Suzuki       | 16     | Uitgevallen  | 28   |        |
| DNF | 3  | Piergiorgio Bontempi  | Ducati       | 15     | Uitgevallen  | 17   |        |
| DNF | 24 | Maurizio Prattichizzo | Yamaha       | 11     | Uitgevallen  | 32   |        |
| DNF | 31 | Karl Muggeridge       | Honda        | 7      | Uitgevallen  | 7    |        |
| DNF | 12 | Andrew Pitt           | Kawasaki     | 5      | Uitgevallen  | 2    |        |
| DNF | 11 | Julien Allemand       | Yamaha       | 2      | Uitgevallen  | 9    |        |
| DNF | 16 | Sébastien Charpentier | Honda        | 2      | Uitgevallen  | 20   |        |
| DNF | 10 | William Costes        | Honda        | 0      | Uitgevallen  | 11   |        |
| DNF | 35 | Shinya Takeishi       | Honda        | 0      | Uitgevallen  | 14   |        |
| DNF | 25 | Igor Jerman           | Ducati       | 0      | Uitgevallen  | 25   |        |
| DNF | 18 | Vittorio Iannuzzo     | Yamaha       | 0      | Uitgevallen  | 29   |        |
| DNS | 99 | Fabien Foret          | Ducati       | 0      | Niet gestart |      |        |

## Tussenstanden na wedstrijd

### Superbike
| Pos | Nr | Rijder              | Team     | Punten |
| --- | -- | ------------------- | -------- | ------ |
| 1   | 2  | Colin Edwards       | Honda    | 72     |
| 2   | 3  | Troy Corser         | Aprilia  | 54     |
| 3   | 7  | Pierfrancesco Chili | Suzuki   | 47     |
| 4   | 41 | Noriyuki Haga       | Yamaha   | 46     |
| 5   | 6  | Gregorio Lavilla    | Kawasaki | 43     |

### Supersport
| Pos | Nr | Rijder           | Team   | Punten |
| --- | -- | ---------------- | ------ | ------ |
| 1   | 69 | James Whitham    | Yamaha | 25     |
| 2   | 15 | Paolo Casoli     | Ducati | 20     |
| 3   | 1  | Stéphane Chambon | Suzuki | 16     |
| 3   | 51 | Adam Fergusson   | Honda  | 13     |
| 5   | 17 | Pere Riba        | Honda  | 11     |

1990 · 1991 · 1992 · 1994 · 1995 · 1996 · 1997 · 1998 · 1999 · 2000 · 2001 · 2002 · 2003 · 2004 · 2005 · 2006 · 2007 · 2008 · 2009 · 2010 · 2011 · 2012 · 2013 · 2014 · 2015 · 2016 · 2017 · 2018 · 2019 · 2020 · 2022 · 2023 · 2024 · 2025